# Селин, Вадим Владимирович
Вадим Владимирович Селин (23 октября 1985, Ростов-на-Дону) — российский прозаик, романист, сценарист, лауреат Международной литературной премии «Дебют», президентский стипендиат в номинации «Молодые таланты России»; произведения автора включены в «Каталог лучших произведений». Член Союза писателей Российской Федерации (2014).

## Биография
Родился 23 октября 1985 года в Ростове-на-Дону в литературной семье. После окончания средней школы в 2002 г. обучался по направлению «Психология служебной деятельности. Морально-психологическое обеспечение служебной деятельности» специальности «Юридическая и военная психология» психологического факультета Южного федерального университета, который окончил в 2007 г. с квалификацией «Психолог. Преподаватель психологии».
Автор повестей и романов, опубликованных ведущими российскими издательствами. Первоначальную известность получил в 2002 г., когда были опубликованы рассказы в альманахах «Край городов», «Нашли!», «У Солнечных часов». В 2005 г. в крупнейшем издательстве Европы «Эксмо́» издана первая книга «Ночь утонувших кораблей».
В 2006 г. стал лауреатом Международной литературной премии «Дебют» в номинации «Литература для детей». В том же году стал президентским стипендиатом в номинации «Молодые таланты России».
С 2014 г. — член Союза писателей России.
Автор сценариев к популярным телевизионным сериалам «Детективы», «Участковый детектив», «Понять. Простить», выходивших в эфир федеральных телеканалов России. Автор идей фильмов «Не уходи», «Сила Веры», «Врачиха», выходивших в прокат на кино- и телеэкранах Российской Федерации, а также государствах СНГ.
Ведёт в Youtube блог с авторскими рассказами «Хорошие истории от Вадима Селина».

## Литературные награды
В 2004 г. занял 2-е место в литературном конкурсе «Рождественские хороводы» альманаха «Нашли!»
В 2006 г. победитель Международной литературной премии «Дебют» в номинации «Литература для детей» за повесть «Свой в доску! Как научиться кататься на скейте».
В 2006 г. по итогам 6-го Форума молодых писателей Российской Федерации получил стипендию.

## Писательские форумы и книжные фестивали
Участник писательских форумов и книжных фестивалей Российской Федерации, государств СНГ и дальнего зарубежья:
— 5-го, 6-го и 10-го Форумов молодых писателей России, стран СНГ и зарубежья в Липках;
— 3-го (место проведения — Ясная Поляна) и 7-го (место проведения — Мелихово) семинара для писателей детской и подростковой литературы;
— Межрегионального фестиваля чтения «Вместе с книгой — в Новый год!» в 2006 г. (место проведения — города Чувашии);
— Книжного фестиваля «Чеховские дни» в 2007 г. (место проведения — Таганрог);
— Книжного фестиваля «Лето с книгой» в 2010 г. (место проведения — Волгоград и область) и др.